# Grifón vandeano basset pequeño
El Pequeño Basset Grifón Vendeano (Petit basset griffon vendeen) es un  perro de caza de tamaño pequeño (petit), bajo (basset), de pelo duro (griffon) y de origen francés (de la región de La Vandea), utilizado principalmente para la caza de conejos gracias a su gran olfato.
Fue desarrollado a partir del Gran Basset Grifón Vendeano, ejemplar más grande, pesado y largo. 
En el pasado, era frecuente criar ambas razas juntas. En 1975 se prohibió cruzarlas, aunque aún podrían nacer cachorros con características de ambas razas en una misma camada. En Francia, fue un perro de caza muy popular durante casi un siglo (origen en el siglo XVI); sin embargo, la raza es relativamente nueva en otras regiones.

## Descripción general

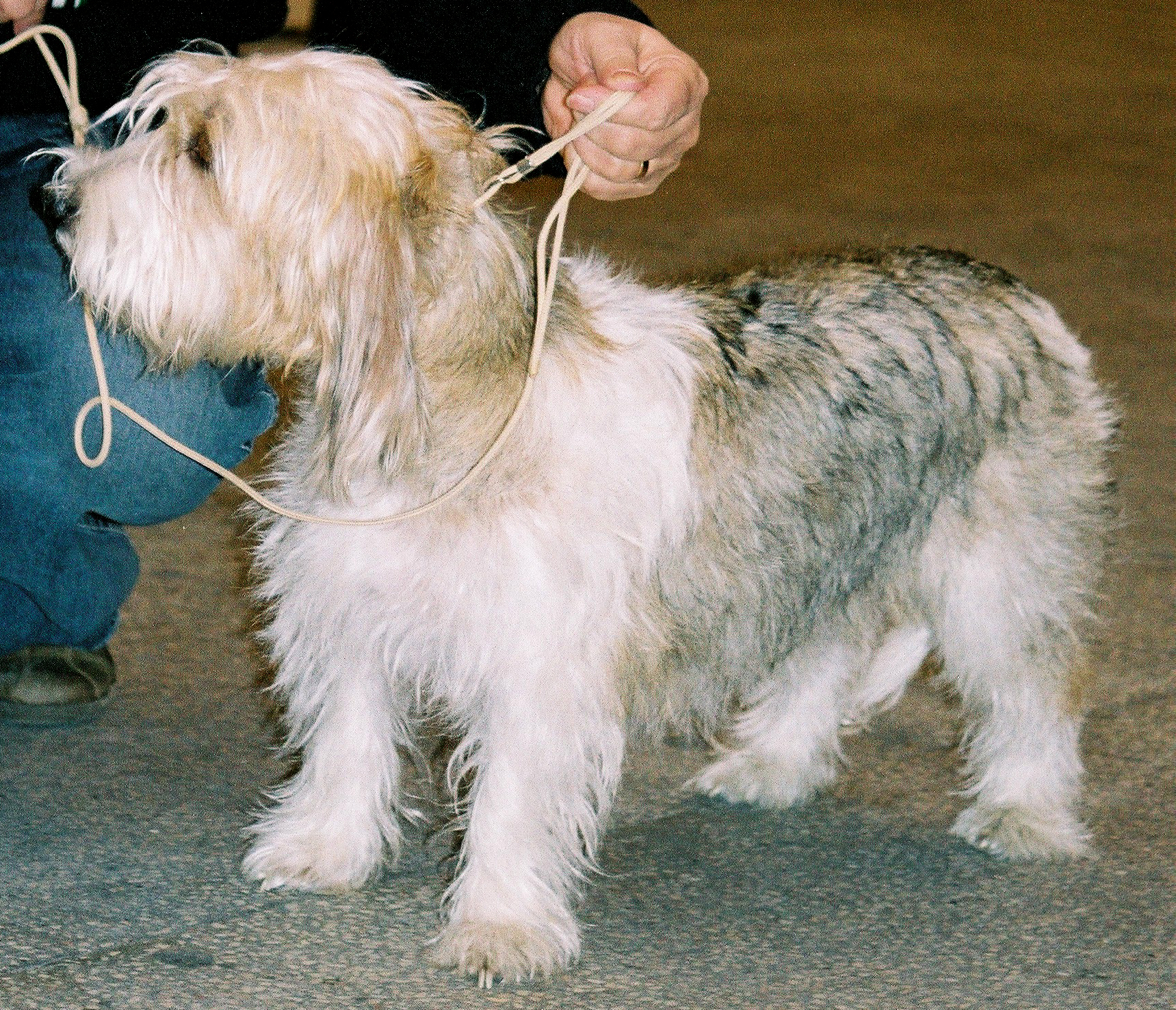

De tamaño mediano, su altura oscila entre los 33 y 38 cm  y su peso entre los 16 y 20 kg.
Es un perro pequeño, rústico. Su aspecto es descuidado y natural. Tiene el pelo duro y áspero con cejas, barba y bigotes lanudos. Color de base blanco, con manchas negras, anaranjadas y/o grises. Está bien proporcionado y es aproximadamente un 50% más largo que alto. Cola ancha en la base, disminuyendo su espesor hacia la punta. La mantiene erecta. Sus orejas están cubiertas de pelo; son largas pero no llegan a alcanzar la punta de la nariz. Orificios nasales grandes. Su lomo es recto y levemente arqueado sobre la zona lumbar. 
Raza muy fuerte; no se le conocen enfermedades genéticas graves. Propensión a infecciones de oído. En ocasiones, se han dado alergias a insecticidas.
Tiene gran fama como excavador, saltador y experto del escape, así que hay que tenerlo en un recinto seguro.

## Carácter
Por lo general, es alegre, amigable y siempre está ocupado en sus exploraciones. Es inteligente y puede ser obstinado. Encantadoramente pícaro. Es curioso y tiene mucha seguridad. Celoso y juguetón. No ladra nada, es muy tranquilo.

## Conducta
Es bueno con los niños y bastante amigable con los extraños y aunque por su obstinación, resulta un poco difícil de entrenar, no es especialmente independiente ni dependiente. Su dominancia es moderada.
Es bueno con otros perros, pero por su instinto cazador, no es de fiar con otras mascotas. Siendo de medida pequeña, tiene un ladrido bastante ruidoso, y tiende al aullido.

## Necesidades físicas
Tiene el pelo duro y lo muda muy poco, aunque necesita un aseo y cepillado regular para evitar enredos.
Requiere ejercicio moderado, siendo buen compañero para correr. En casa es muy activo pudiendo vivir en un apartamento únicamente si se le ejercita lo suficiente.
Como espacio abierto, le basta con un jardín pequeño. Adaptable a la mayoría de climas, prefiere los más fríos. Es apropiado para dueños noveles. Cuidado como es debido tiene una vida promedio de 10 a 14 años.

## Habilidades
Su principal agilidad es el rastreo y por ello la caza.